# Aliza Grinberg
Aliza Grinberg (hebräisch עליזה גרינברג; geboren am 3. November 1926 in Jerusalem, Britisch-Palästina, als Alisa Gurewitsch; gestorben am 29. Juli 2024) war eine israelische Dichterin. Sie schrieb später unter dem Pseudonym Ein Tur-Malka (hebräisch עין טור מלכא).

## Biographie
Alisa Gurewitsch wuchs als Tochter von Rosa und David Gurewitsch in Jerusalem-Talpiot auf. Mit fünfzehn Jahren wurden ihre ersten Gedichte veröffentlicht. Ihrem Freund Mordechai Schalev, den sie mit siebzehn Jahren kennenlernte, folgend, schloss sie sich 1945 der Lechi an, die beiden heirateten 1948.
1950 heiratete Alisa den Dichter Uri Zvi Grinberg und nahm neben seinem Nachnamen auch seinen Künstlernamen Tur-Malka an. Aus der Ehe gingen fünf Kinder hervor.